# 5-Piridoksat dioksigenaza
5-Piridoksat dioksigenaza (EC 1.14.12.5, 5-piridoksatna oksidaza) je enzim sa sistematskim imenom 5-piridoksat,NADPH:kiseonik oksidoreduktaza (deciklizacija). Ovaj enzim katalizuje sledeću hemijsku reakciju
3-hidroksi-4-hidroksimetil-2-metilpiridin-5-karboksilat + NADPH + H+ + O2 {\displaystyle \rightleftharpoons } 2-(acetamidometilin)-3-(hidroksimetil)sukcinat + NADP+
Ovaj enzim je flavoprotein (FAD).

## Literatura
- Nicholas C. Price; Lewis Stevens (1999). Fundamentals of Enzymology: The Cell and Molecular Biology of Catalytic Proteins (Third изд.). USA: Oxford University Press. ISBN 019850229X.
- Eric J. Toone (2006). Advances in Enzymology and Related Areas of Molecular Biology, Protein Evolution (Volume 75 изд.). Wiley-Interscience. ISBN 0471205036.
- Branden C; Tooze J. Introduction to Protein Structure. New York, NY: Garland Publishing. ISBN 0-8153-2305-0.
- Irwin H. Segel. Enzyme Kinetics: Behavior and Analysis of Rapid Equilibrium and Steady-State Enzyme Systems (Book 44 изд.). Wiley Classics Library. ISBN 0471303097.

## Spoljašnje veze
- 5-pyridoxate+dioxygenase на 